# Marisa Dick
Marisa Roseanne Dick (Kamloops, 26 de mayo de 1997) es una gimnasta artística canadiense que representó a Trinidad y Tobago en competiciones internacionales. Se convirtió en la primera gimnasta olímpica de Trinidad y Tobago, al competir en los Juegos Olímpicos de Río de Janeiro 2016. Además, compitió en los Campeonatos Mundiales de Gimnasia Artística de 2013 y 2015. Es la creadora de dos soportes para vigas de equilibrio que llevan su nombre en el código de puntuación.

## Primeros años de vida
Nació el 26 de mayo de 1997 en Kamloops, Columbia Británica, Canadá, de madre trinitense. Se graduó de la escuela secundaria Paul Kane en Saint Albert, Alberta. Se formó en gimnasia en el Capital City Gymnastics Centre de Edmonton.

## Trayectoria

### 2013–2015
Dick comenzó a competir internacionalmente en representación de Trinidad y Tobago, el país natal de su madre, en 2013. Compitió en el Campeonato Panamericano de 2013, pero no avanzó a ninguna de las finales. Luego compitió en el Campeonato Mundial de 2013 en Amberes, Bélgica, y terminó en el puesto 50 en la clasificación general. No avanzó a ninguna final individual.
En el Torneo de Gimnasia de la Mancomunidad Invitational de 2014, ganó la medalla de oro en barras asimétricas, la de plata en viga de equilibrio y las de bronce en salto y concurso completo. Sufrió una ruptura del tendón de Aquiles mientras competía en suelo en el Campeonato Panamericano de 2014. Tuvo que retirarse del resto de la temporada, incluyendo los XXII Juegos Centroamericanos y del Caribe y el Campeonato Mundial de 2014. Regresó a los entrenamientos seis meses después y compitió como invitada en el Campeonato Canadiense de 2015.
Dick regresó a la competición internacional en los Juegos Panamericanos de 2015 y avanzó a la final del concurso completo en el puesto 20. Mejoró su resultado para terminar en el puesto 14. Después compitió en el Campeonato Mundial de 2015 en Glasgow a pesar de dislocarse una costilla el día anterior. Terminó en el puesto 77.º en la clasificación del concurso completo con una puntuación de 51,499. En esa competición, realizó la subida a la viga de equilibrio con salto de cambio por primera vez, y como la primera gimnasta en completar la subida en una competición internacional, recibió su nombre en el código de puntos.

### 2016
Dick comenzó la temporada 2016 en el WOGA Classic en Frisco (Texas), y terminó quinta en el concurso completo. Posteriormente, quedó décima en el concurso completo en el International Gymnix de Montreal. Avanzó a las finales de salto y barras asimétricas, donde terminó quinta en ambas. Compitió como invitada en el Campeonato Canadiense y terminó 19.ª en el concurso completo.
Debido a que su compañera de equipo Thema Williams obtuvo una mejor posición en el concurso completo del Campeonato Mundial de 2015, la Federación de Gimnasia de Trinidad y Tobago (TTGF) le otorgó a Williams una plaza para el Evento de Prueba Olímpico de 2016 —la prueba final clasificatoria para los Juegos Olímpicos de Río de Janeiro 2016— basándose en sus criterios de selección iniciales. Sin embargo, en los meses previos al evento, Dick superó a Williams en múltiples competiciones. La TTGF retiró a Williams del Evento de Prueba Olímpico dos días antes de la competición debido a un mal entrenamiento para el podio, y Dick voló a Río para competir. La apelación de Williams ante el Comité Olímpico de Trinidad y Tobago fue denegada. Dick terminó en el puesto 55 en el concurso completo y obtuvo una plaza para los Juegos Olímpicos.
Dick representó a Trinidad y Tobago en los Juegos Olímpicos de Río de Janeiro 2016 y se convirtió en la primera gimnasta olímpica del país. Se cayó de las barras asimétricas y terminó en el puesto 55 en las clasificaciones con una puntuación total de 50.832. Durante su participación allí, estrenó una nueva montura para viga de equilibrio, un salto de cambio con medio giro, que recibió su nombre en el código de puntos. Estos Juegos Olímpicos fueron la última competición de la carrera de Dick.